# Деак, Ласло
Ла́сло Де́ак (венг. Laszlo Deak von Szentimre; в немецком варианте Ladislaus; 7 января 1891, Эгер, Венгрия — 5 ноября 1946. Жабаль) — командир 26-й дивизии СС, затем XVII корпуса СС.
В 1906—09 годах учился в Высшей пехотной школе в городе Шопрон. В 1912 году окончил королевскую военную академию «Людовика» в Будапеште. С 12/18 августа 1912 года — лейтенант 19-го пехотного полка (в городе Печ). Участник Первой мировой войны. Награды: орден Железной короны 3 класса с КД и мечами, МВК 3 класса с КД и мечами.
После Первой мировой войны служил в венгерской армии. Дослужился до полковника. В 1941 году в рядах 5-го венгерского корпуса принимал участие в оккупации Югославии. До мая 1942 года — командир 9-го пехотного полка «Хуньяди Янош» (Сегед). С 1 мая 1942 года по август 1942 года — командир 19-й резервной дивизии. С августа 1942 года — на пенсии. В 1942—1943 годах участвовал в карательных операциях против гражданского населения Югославии, в том числе в резне в Нови-Сад. За это преступление предстал пред военным судом, но бежал в Германию.

## Служба в войсках СС
В январе 1944 года вступил в войска СС. Оберфюрер СС. После оккупации Венгрии вернулся на родину. С августа до ноября 1944 года — командир «Боевой группы Деак». В ноябре 1944 года — на диверсионных курсах в «Хиршберг». С ноября 1944 года по май 1945 года — командир 61-го добровольческого полка СС. С 23 января по 29 января 1945 года — командир 26-й венгерской дивизии СС. В феврале-марте 1945 года участвовал в формировании XVII корпуса СС из 2-х венгерских дивизий. В начале мая 1945 года в Баварии попал в плен к американцам.
Позднее выдан Югославии. 31 октября 1946 года военным судом в городе Жабаль (Бачка) ему вынесен смертный приговор. Повешен как военный преступник 5 ноября 1946 года вместе с Йожефом Грашши и Ференцем Фекетехальми-Цейднером (по другой версии, совершил самоубийство 3 мая 1945 год в Бургхаузене).